# خانم انتروپوسن
خانم انتروپوسن (به انگلیسی: Miss Anthropocene) پنجمین آلبوم استودیویی از موسیقی‌دان کانادایی گرایمز می‌باشد. خانم انتروپوسن نخستین آلبوم گرایمز پس از بیش‌تر از چهار سال است که به‌دنبال فرشتگان هنر (۲۰۱۵) آمده‌است. در اصل خانم انتروپوسن قرار بود در ۱۹ مارس سال ۲۰۱۹ منتشر شود. نام آلبوم جناسی برداشته شده از واژهٔ «miss» به‌معنای «خانم» و کلمات «میزانتروپ» و «آنتروپوسن» می‌باشد.